# Gekeng
Gekeng (kinesiska: 葛坑) är en köping i sydöstra Kina. Den ligger i Dehua härad i staden Quanzhou i provinsen Fujian, omkring 110 kilometer väster om provinshuvudstaden Fuzhou. Antalet invånare är 5 988. Befolkningen består av 2 669 kvinnor och 3 319 män. Barn under 15 år utgör 11,0 %, vuxna 15-64 år 73 %, och äldre över 65 år 14,0 %.